# Hermann Hansen
Hermann „Hannes” Hansen (Friedrichstadt, 1912. október 31. – 1944. június 28.) olimpiai és világbajnok német kézilabdázó, katona.
Részt vett az 1936. évi nyári olimpiai játékokon, amit Berlinben rendeztek. A kézilabdatornán játszott, amit a német válogatott meg is nyert. A csapat veretlenül lett bajnok és mindenkit nagy arányban győztek le.
Az 1938-as férfi kézilabda-világbajnokságon, amit szintén Németországban rendeztek meg, világbajnok lett.
A második világháborúban nem tért vissza egy bevetésről és azóta nincs információ róla.